# Pirates: Tides of Fortune
Pirates: Tides of Fortune (укр. Пірати: Припливи фортуни) — браузерна відеогра 2012 року в жанрі MMORTS, розроблена та випущена Plarium. Дія гри розгортається на вигаданому безлюдному острові, де гравці будують власну піратську бухту, кораблі та борються один з одним у морі.

## Ігровий процес
Pirates: Tides of Fortune — це соціальна гра на морську тематику. Гра орієнтована на взаємодію з іншими гравцями, з частими спливаючими вікнами, які нагадують гравцям про різні переваги великої «команди» — в першу чергу, можливість створювати альянси.
Гравці повинні будувати укріплені споруди на суші та споряджати потужний флот, щоб здобути контроль над водами, з різними будівлями та кораблями на вибір.

## Музика
Гра має повністю озвучений саундтрек і звук, написаний і спродюсований композитором, лауреатом премії BAFTA Єспером Кюдом. Трек з назвою гри увійшов до його альбому 2015 року «Five Worlds of Plarium».

## Огляди
Pirates: Tides of Fortune отримала загалом позитивні відгуки. Піт Девісон з Adweek описав гру як «витончену, відшліфовану нову соціальну гру на морську тематику, яка бере приклад зі складніших багатокористувацьких стратегій, таких як нещодавно закрита Samurai Dynasty від Kabam, Galaxy Life від Digital Chocolate та Kixeye's Backyard Monsters, а також оцінив «дуже високу» якість виробництва, деталізоване, добре анімоване оформлення та озвучення. Карісса Лінн з MMO Games похвалила «унікальну атмосферу», «чудову спільноту», «чудову графіку» та «веселі бої».
Спочатку гра була запущена в Google+ ексклюзивно на 30 днів, а потім була запущена у Facebook та VK.